# Mașloc
Mașloc (em húngaro: Máslak) é uma comuna romena localizada no distrito de Timiș, na região histórica do Banato (parte da Transilvânia). A comuna possui uma área de 82,91 km² e sua população era de 2 207 habitantes segundo o censo de 2007.

## Património
- Fortaleza do século XIV - XV (época medieval).